# Isla Hermit (Wisconsin)
La isla Hermit es una isla del archipiélago de las islas Apóstol, en el lago Superior, estado de Wisconsin, Estados Unidos. Con la mayor parte de las islas del archipiélago forman parte del parque nacional de las islas Apóstol.
En la isla hubo canteras de piedra arenisca llamada en inglés brownstone (piedra arenisca de color pardo) entre los años 1860 a 1890.
Tuvo otros nombres a lo largo de su historia, incluyendo Ashuwaguindag Miniss en idioma ojibwai, traducido como la isla Remota, se denominó también, isla Illinois, isla Austríaca, isla de Wilson e isla Askew.